# Anomalon montanum
Anomalon montanum là một loài tò vò trong họ Ichneumonidae.